# 裏千家学園茶道専門学校
裏千家学園茶道専門学校（うらせんけがくえんちゃどうせんもんがっこう）とは京都市上京区に存在する専門学校の名称。設置者は茶道の家元である裏千家係属の学校法人裏千家学園。

## 概要
千宗室 (15代)によって1962年に開設された茶道研修所を起源として、1976年に日本で唯一茶道を専攻とする専修学校として発足。1983年に学校法人裏千家学園・裏千家学園茶道専門学校となり、2012年には創立50周年を迎えた。2018年4月まで、裏千家家元の千宗室（16代）が理事長・校長であったが、現在の理事長・校長は家元夫人の千容子。
日本の総合文化とされる茶道を体系的に学ぶため、「和敬清寂」の基本精神のもと、点前の実習・研究、茶道の基礎学、古典の研修等、知識及び技能の習得と共に豊かな人間性を磨き育てることに重きをおき、茶道指導者の育成を図っている。茶道科（3か年）、別科（1年コース）、研究科（3か月コース、6か月コース）・外国人研修コース（みどり会）で構成され、卒業生・修了生は2,000名を超えている。
全寮制を採用しており学校だけでなく生活のあらゆる部分を各地から集った仲間と共に過ごす事により、人格的に大きく成長できるとしている。
なお学校法人裏千家学園は「裏千家学園大学院大学」の認可申請を行っていたが、のちに申請を取り下げている。当初は2007年度に開設される予定で、研究科の名称は「伝統文化研究科」（茶道文化専攻、入学定員15人）であった。